# Artaszes Minasjan
Artaszes Minasjan, orm. Արտաշես Մինասյան (ur. 21 stycznia 1967) – ormiański szachista, arcymistrz od 1992 roku.

## Kariera szachowa
W roku 1990 zwyciężył w mistrzostwach Armeńskiej Socjalistycznej Republiki Radzieckiej oraz zdobył (w Mińsku) tytuł młodzieżowego (do lat 26) mistrza Związku Radzieckiego. Rok później osiągnął największy sukces w karierze, zostając w Moskwie ostatnim szachowym mistrzem Związku Radzieckiego. W 1992 został (wraz z Aszotem Anastasjanem) pierwszym mistrzem niepodległej Armenii. Kolejne tytuły mistrza kraju zdobył w latach 1993, 1995, 2004 i 2006. W 2000 roku wystąpił w Nowym Delhi w mistrzostwach świata systemem pucharowym, awansując do II rundy (w której przegrał z Michaiłem Gurewiczem), natomiast w 2005 awansował do pucharu świata, w I rundzie ulegając Loekowi van Wely.
Odniósł wiele sukcesów w turniejach międzynarodowych, m.in. w Groningen (1990, dzielone II m. za Eckhardem Schmittdielem, wraz z m.in. Władimirem Jepiszynem, Curtem Hansenem, Klausem Bischoffem, Lwem Psachisem i Ołehem Romanyszynem), Candas (1992, I m., przed Kevinem Spraggettem), Paryżu (1994, I m.), Cannes (1995, dz. II m. za Matthew Sadlerem, wraz z m.in. Władisławem Tkaczowem i Andriejem Sokołowem), Linares (1999, open, I m. przed Aleksiejem Driejewem, Maksimem Sorokinem i Wiktorem Bołoganem), Ubedzie (2000, dz. I m. wraz z Pawłem Tregubowem, przed m.in. Wadimem Zwiagincewem, Aleksandrem Griszczukiem, Aleksandrem Motylowem i Siergiejem Dołmatowem), Erywaniu (2000, turniej strefowy, II m. za Symbatem Lyputianem), Dubaju (2001, dz. I m. wraz z Karenem Asrianem, Jaanem Ehlvestem, Aleksiejem Aleksandrowem, Jewgienijem Władimirowem, Aleksandrem Motylowem, Pawłem Kocurem i Ewgenim Ermenkowem), Batumi (2003, dz. II m. za Baadurem Dżobawą, wraz z m.in. Andriejem Wołokitinem, Zwiadem Izorią i Merabem Gagunaszwili), Dubaju (2004, dz. II m. za Szachrijarem Mamediarowem, wraz z m.in. Magnusem Carlsenem, Jewgienijem Władimirowem, Liviu-Dieterem Nisipeanu, Pawłem Eljanowem, Krishnanem Sasikiranem i Pentalą Harikrishną) oraz w Erywaniu (2004, memoriał Tigrana Petrosjana, dz. III m. za Pawłem Smirnowem i Wasylem Iwanczukiem, wraz z m.in. Ołeksandrem Areszczenką, Zwiadem Izorią i Gabrielem Sarksjanem).
Od 1992 jest stałym reprezentantem kraju w najważniejszych rozgrywkach drużynowych. Do 2006 wziął udział we wszystkich 8 szachowych olimpiadach, zdobywając wraz z drużyną 4 medale: złoty w roku 2006 oraz 3 brązowe (1992, 2002, 2004). Jest również czterokrotnym medalistą drużynowych mistrzostw świata: srebrnym z roku 2001 (za wynik indywidualny) oraz trzykrotnie brązowym (indywidualnie w roku 1997 oraz drużynowo w 1997 i 2001).
Najwyższy wynik rankingowy w karierze osiągnął 1 lipca 1998; mając 2620 punktów dzielił wówczas 52–54. miejsce na światowej liście FIDE, jednocześnie zajmując 3. miejsce (za Wladimirem Hakopjanem i Rafajelem Wahanianem) wśród szachistów ormiańskich.